# Ушмор (село)
Ушмор — село в России, расположено в Клепиковском районе Рязанской области. Входит в состав Ненашкинского сельского поселения.

## География
Село Ушмор расположено примерно в 7 км к северу от центра города Спас-Клепики на южном берегу озера Великое. Ближайшие населённые пункты — деревня Траново к востоку, деревня Батыково к югу и деревня Фролово к западу. В 3 км к юго-западу от села Ушмор находится деревня Ушмор.

## История
Село Ушмор по окладной книге 1676 года значится в Мещерской стороне в Стружанской десятине Старорязанского стана. В селе была Никольская церковь с Пятницким приделом. Село было вотчиной графа Воронцова. В 1838 году в селе была построена деревянная церковь в честь святой Троицы с Никольским и Пятницким приделами.
В 1905 году село входило в состав Ушморской волости Рязанского уезда и имело 13 дворов при численности населения 66 чел.

## Население
| 1859 | 1906 | 2010 |
| ---- | ---- | ---- |
| 74   | ↘66  | ↘5   |

## Транспорт и связь
Село находится рядом с трассой Р105 с регулярным автобусным сообщением.
Село Ушмор обслуживает сельское отделение почтовой связи Ненашкино (индекс 391044).